# Masurques op. 17 (Chopin)

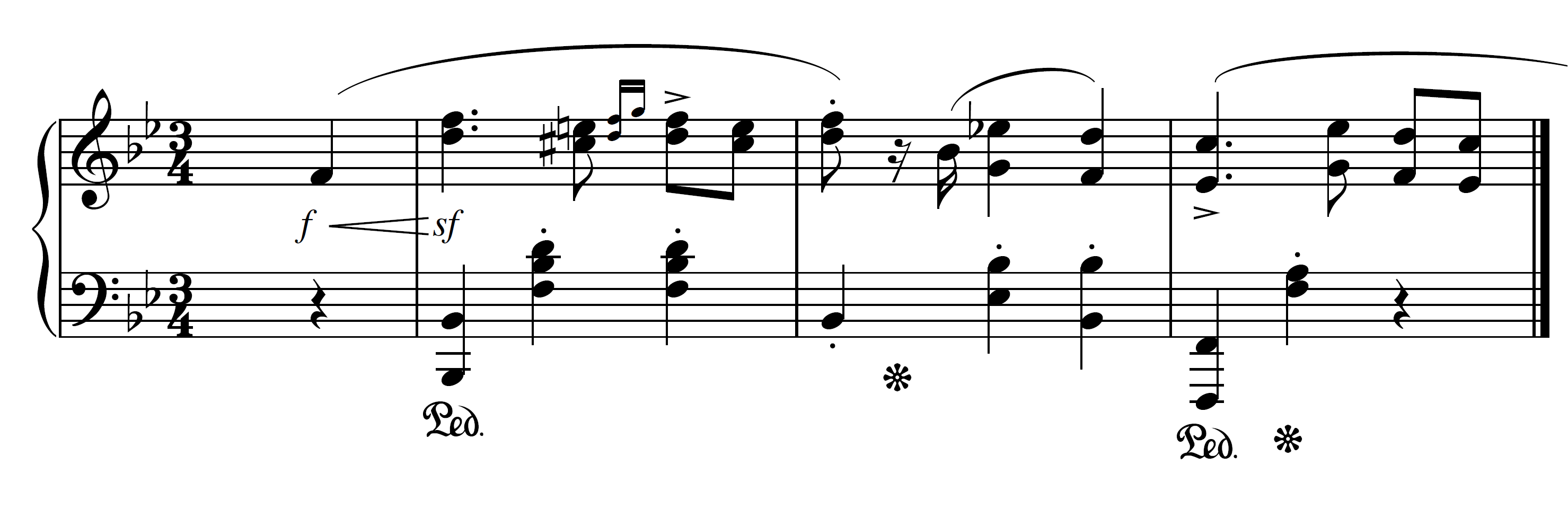
Inici de la "Masurca en si bemoll major, op. 17, núm. 1"

Lees Masurques op. 17 són un conjunt de quatre masurques per a piano de Frédéric Chopin, compostes entre 1832 i 1833 i publicades a Leipzig el 1834. Una interpretació de les quatre peces té una durada d'uns catorze minuts.
Durant el temps que Chopin estava component les masurques feia poc temps que s'havia establert a França com a refugiat polonès; per això, encara tenia l'esperança de tornar a Polònia quan les condicions polítiques canviessin; però aquest desig mai es va realitzar. Tot i que Chopin vivia lluny de la seva terra natal, mai va oblidar les seves arrels poloneses i aquest sentiment queda especialment reflectit en les seves masurques.

## Masurca en si bemoll major, op. 17, núm. 1
La Masurca en si bemoll major, op. 17, núm. 1 està en compàs de 3/4 i porta la indicació de tempo Vivo e risoluto (velocitat: ♩ = 160). La peça comença amb un tema curt i audaç que aviat és seguit per una secció de preguntes i respostes. Aquesta frase es completa amb una seqüència descendent. Aquest tema principal, es repeteix en dues tonalitats diferents. La peça acaba amb la secció més lenta i el tema principal es repeteix una vegada més. Hi ha, doncs, un DC al fine; es repeteix des de l'inici però s'acaba quan comença la secció final, que és més lenta i ho fa amb un acord en si bemoll en octaves.

## Masurca en mi menor, op. 17, núm. 2
La Masurca en mi menor, op. 17, núm. 2, està en compàs de 3/4 i porta la indicació de tempo Lento, ma non troppo. La seva interpretació pot durar uns dos minuts i mig. La peça té un estil gairebé de vals i presenta una textura molt homofònica, amb una sola melodia acompanyada amb acords. La peça acaba amb patrons d'arpegi intricats i un final molt tranquil, en contrast amb el començament en forte.

## Masurca en la bemoll major, op. 17, núm. 3
La Masurca en la bemoll major, op. 17, núm. 2, porta la indicació Legato assai. Aquesta peça és una de les masurques més llargues de Chopin, amb una durada d'uns sis minuts. És comparable a l'anterior en la seva textura: molt homofònica. La peça es desenvolupa amb una dinàmica molt variada i en la part central canvia la tonalitat a mi major, per retornar a la tonalitat inicial en els darrers compassos i en la coda.
No se segueix les progressions harmòniques tradicionals fet que li dona una sonoritat peculiar. No hi ha cap acord de subdominant (IV) o submediant (VI) en tota l'obra. La major part del moviment es compon d'acords de dominant (i dominant de la dominant), tòniques, mediants, i sèptimes. Aquest moviment està en forma ternària composta. Com molts compositors van fer en el període romàntic, Chopin contrasta amb la tònica fent servir la submediant alterada (bVI).

## Masurca en la menor, op. 17, núm. 4
La Masurca en la menor, op. 17, núm. 4, l'última del conjunt, està en compàs de 3/4 i porta la indicació de tempo Lento, ma non troppo. Aquesta peça té una durada d'uns quatre o cinc minuts en una actuació típica. És una de les masurques més populars de Chopin. De les quatre, és la més lliure. Tot i que roman en una textura molt homofònica, la variació dinàmica és molt més gran. La peça acaba amb els mateixos quatre compassos amb què comença; amb un esvaïment final, perdendosi. Aquests quatre compassos més tard serien utilitzats per Henryk Górecki en l'inici del tercer moviment de la seva tercera simfonia.